# Stana Roumillac
Stana Roumillac est une actrice française née à Cayenne en Guyane.

## Biographie
Stana  Roumillac est née en Guyane. Elle passe sa jeunesse à Cayenne entre musique et danse. Elle  arrive en France à 17 ans et après des études de droit, elle suit des cours de théâtre.
En 2011, elle interprète son premier rôle principal dans le long métrage Le Bonheur d'Elza, réalisé par Mariette Monpierre.
Pour la télévision, elle fait des apparitions dans des séries à succès telles que Diane, femme flic ou Plus belle la vie. Elle est également une des protagonistes de Un si grand soleil où elle joue Prune dans 229 épisodes. En 2020, en pleine crise de la Covid-19, elle est l’interprète de la mini-série en 6 épisodes Nous Sommes en Guerre, d'Emmanuel Fricero, tournée dans le respect des règles de confinement.
En 2019, elle présente l'émission Focus sur Canal+ Caraïbes.

## Filmographie

### Cinéma

#### Longs métrages
- 2003 : Brocéliande de Doug Headline : la jeune fille au bar
- 2004 : No way ! d'Owell A. Brown
- 2011 : Le Bonheur d'Elza de Mariette Monpierre : Elza
- 2014 : La Vie pure de Jeremy Banster : la vendeuse de bananes
- 2015 : Patries de Cheyenne Carron
- 2016 : La Loi de la jungle d'Antonin Peretjatko : l'hôtesse de l'air
- 2016 : Tourments d'amour de Caroline Jules : Vanessa
- 2019 : Chamboultout d'Éric Lavaine : Marie-Hélène
- 2020 : Le Lion de Ludovic Colbeau-Justin : la policière du commissariat

#### Courts métrages
- 2004 : Love Me 2030 de Shu Lea Cheang
- 2006 : Mascarade de Cedric Simoneau
- 2007 : Little Gang de Pascal Baeumler
- 2008 : C'est la vie de Kiandra Parks
- 2010 : Fichues racines de Marie-Claude Pernelle
- 2011 : La Femme invisible de Lyia Terki
- 2011 : Beautiful de Pélagie Serge Poyotte : Lydie
- 2012 : À cœur ouvert d'Ayekoro Kossou : Aïssa
- 2014 : Protoplastos d'Irene de Lucas : la petite amie triste
- 2015 : Le Rouge ou le bleu de Fabrice Oussou : la femme de Franck
- 2016 : Mes funérailles de Pélagie Serge Poyotte
- 2019 : Ma dame aux camélias d'Édouard Montoute : la femme de ménage

### Télévision

#### Téléfilm
- 2023 : Le Nounou de Thomas Sorriaux : le médecin

#### Séries télévisées
- 2006 : Une femme d'honneur, 1 épisode de Michaël Perrotta : Yvette N'Dejma
  - Saison 1, épisode 34 : Une erreur de jeunesse
- 2007 : Joséphine, ange gardien, 1 épisode de Luc Goldenberg : Laëtitia
  - Saison 10, épisode 6 : L'ange des casernes
- 2008 : Cellule Identité, 1 épisode de Stéphane Kappes : Innocente
  - Saison 1, épisode 4 : Innocente
- 2009 : Brigade Navarro, 1 épisode de Philippe Davin : Mayatta Dembele
  - Saison 2, épisode 2 : Coup de feu
- 2007 - 2009 : Diane, femme flic, 5 épisodes : Angèle
  - 2007 Saison 5, épisode 1 : Venin de Dominique Tabuteau
  - 2008 Saison 5, épisode 2 : Filiation: Première partie de Nicolas Herdt
  - 2008 Saison 5, épisode 2 : Filiation: Deuxième partie de Nicolas Herdt
  - 2008 Saison 5, épisode 3 : Deuxième vérité de Josée Dayan
  - 2009 Saison 6, épisode 3 : Adrénaline de Christian Bonnet
- 2009 : Les Bleus, premiers pas dans la police, 1 épisode de Didier Le Pêcheur : la masseuse agressée
  - Saison 2, épisode 2 : Nouveau départ
- 2009 : Plus belle la vie, 9 épisodes : Zoë Léonard
  - Saison 6, épisodes 51, 52, 53, 54 de Hervé Brami et Roger Wielgus
  - Saison 6, épisode 56, 57, 58, 59, 60 de Christophe Andrei et David Bouttin
- 2013 : Kaz Touloulou, 10 épisodes de Pélagie Serge Poyotte
- 2013 : Alice Nevers, le juge est une femme, 1 épisode de Thierry Petit : Flore
  - Saison 18, épisode 3 : Trop d'amour
- 2018 - 2020 : Un si grand soleil, 229 épisodes : Prune
- 2020 : Nous Sommes en Guerre, d'Emmanuel Fricero : Stella

### Clip
- 2016 : The Missing de Cassius réalisé par We are from L.A.

## Émissions de télévision

### Présentatrice télévision
- 2011-2012 : Ds la vibe émission pour France Ô et Réseau Outre-Mer Première
- 2015 : World Poker Tour, tournois de poker à Marrakech pour PMU.fr
- 2019 : Focus, pour Canal+ Caraïbes

## Distinctions
- 2018 : Meilleur second rôle féminin au FICOCC (Festival international du cinéma des cinq continents)[3], pour Tourments d'amour de Caroline Jules